# 2016년 대한민국 FA컵 결승전
FA컵 2016 결승전은 FA컵 2016의 우승팀을 가리기 위한 경기이다.
20주년을 맞이한 이번 FA컵의 우승 상금은 3억 원이며, 준우승 상금은 1억 원이다. 수원 삼성 블루윙즈와 FC 서울이 결승에 오르면서 처음으로 FA컵 결승이 슈퍼매치로 펼쳐지게 되었다. 이번 결승전은 2007년 이후 9년 만에 1, 2차전으로 치러진다. 원정 다득점 원칙이 적용되며, 승자에겐 우승 상금과 함께 AFC 챔피언스리그 본선 진출권이 주어진다.

## 결승전까지의 경기

### 수원 삼성 블루윙즈
수원은 32강에서 경주 한국수력원자력을 만났다. 여기서 전반 14분 곽광선의 발에서 터진 골로 승리를 거머쥐며 16강행을 확정지었다.
16강에서는 부산 아이파크를 만났다. 그러나 만족스러운 경기력은 아니었다. 다행히 전반 29분 코너킥 상황에서 산토스가 골을 넣으면서 승리로 이어졌다. 이는 3무 2패를 달리던 수원이 6경기 만에 거둔 승리였다.
8강의 상대는 성남 FC였다. 전후반 90분 동안 3명이 퇴장 당하는 치열한 경기가 펼쳐졌다. 수원은 전반 고차원의 선제골로 앞섰지만 후반 성남의 피투에게 골을 먹히며 연장전과 승부차기로 이어졌다. 결국 승부차기에서 수원의 골키퍼 양형모가 2번의 슈팅을 막아내어 팀이 4강으로 향하게 되었다.
4강의 상대는 울산 현대였다. 전반 38분 울산의 코바에게 페널티킥 선제골을 허용했으나 후반 종료 10분을 남기고 거짓말같이 3골을 넣으며 3-1로 역전승했다. 이로써 수원은 2011년 이후 처음으로 FA컵 결승에 올랐다.
| 라운드 | 날짜             | 상대                | H/A | 스코어      | 득점자             |
| ------ | ---------------- | ------------------- | --- | ----------- | ------------------ |
| 32강   | 2016년 5월 11일  | 경주 한국수력원자력 | H   | 1-0         | 곽광선             |
| 16강   | 2016년 6월 22일  | 부산 아이파크       | H   | 1-0         | 산토스             |
| 8강    | 2016년 7월 13일  | 성남 FC             | H   | 1-1 (4-3 p) | 고차원             |
| 4강    | 2016년 10월 26일 | 울산 현대           | A   | 3-1         | 조나탄 (2), 권창훈 |

### FC 서울
서울은 32강에서 대구 FC를 만났다. 이 경기에서 대구의 세징야에게 두 골을 먼저 내주며 패색이 짙었다. 그러자 최용수 감독은 아드리아노를 교체 투입하였다. 이러한 기대에 부응하듯 아드리아노는 두 골을 몰아쳐 경기를 연장전으로 가게하였다. 연장에서 아드리아노는 다시금 2골을 넣어 경기를 4대2 서울의 승리로 만들었다.
16강에서는 안산 무궁화 축구단을 만났다. 이 경기는 중국의 장쑤 쑤닝과 계약한 최용수 감독의 고별전이기도 하였다. 여기서 서울은 윤주태가 2골을 넣어 2대1로 승리하였다.
8강의 상대는 전남 드래곤즈였다. 이 경기는 전후반, 연장전까지 골이 터지지 않아 승부차기로 이어졌다. 전남의 4번째 키커 유고비치의 슛은 골대를 벗어났고, 전남의 5번째 키커 안용우의 슛은 골키퍼 유상훈에게 막혀 서울의 승리로 끝이났다.
4강에서는 챌린지 리그 최초로 4강에 오른 부천 FC 1995를 만났다. 전반 7분 만에 터진 데얀의 헤딩골로 1대0으로 이겨 챌린지 리그팀의 반란을 꿈꾸던 부천을 잠재웠다. 이로써 서울은 3연속으로 FA컵 결승에 올랐다.
| 라운드 | 날짜             | 상대          | H/A | 스코어      | 득점자         |
| ------ | ---------------- | ------------- | --- | ----------- | -------------- |
| 32강   | 2016년 5월 11일  | 대구 FC       | H   | 4-2 (aet)   | 아드리아노 (4) |
| 16강   | 2016년 6월 22일  | 안산 무궁화   | H   | 2-1         | 윤주태 (2)     |
| 8강    | 2016년 7월 13일  | 전남 드래곤즈 | H   | 0-0 (4-3 p) |                |
| 4강    | 2016년 10월 26일 | 부천 FC 1995  | H   | 1-0         | 데얀           |

## 경기전
이번 결승전은 2007년 이후 9년 만에 1,2차전으로 치러진다. FA컵의 우승 상금은 3억 원, 준우승 상금은 1억 원이다. 경기 날짜는 1차전이 2016년 11월 27일 일요일 오후 2시, 2차전이 12월 3일 토요일 오후 2시로 결정되었다. 이는 11월 6일 종료된 K리그 클래식을 생각했을 때 조금 늦어진 일정이다. 이유는 대한민국 축구 국가대표팀 소집일인 11월 15일, AFC 챔피언스리그 2016 결승전 1차전인 11월 19일, K리그 승강 플레이오프 2016 2차전인 11월 20일을 배려하면서 많은 축구팬들이 볼 수 있는 주말을 골랐기 때문이다. 방송 중계는 1차전이 SBS 스포츠에서, 2차전이 공중파 채널인 MBC TV에서 이뤄진다.
K리그 최고 흥행카드인 수원과 서울의 ‘슈퍼매치’로 치러지는 이번 결승전은 매체와 팬들의 반응으로 뜨거웠다. 11월 14일 시작된 27일 결승 1차전 티켓 예매가 올 시즌 수원월드컵경기장 홈경기 중 가장 빠른 예매 속도를 보인 것이다. 이에 1차전에 경기장의 E구역 2층 통천을 걷기로 결정하였다.
결승을 앞둔 두 팀의 상황은 정반대이다.

수원은 클래식 시즌 내내 고전하여 하위스플릿으로 향하고 말았다. 그래서 더욱 절박한 심정으로 결승전을 맞이한다. FA컵을 우승하면 AFC 챔피언스리그 본선 진출권도 얻을 수 있어 자존심을 지킬 수 있는 기회이다. 수원은 이를 위해 11월 14일부터 19일까지 경상남도 남해군에서 전지 훈련을 진행하였다. 클래식 시즌 막판 7경기 연속골을 기록한 조나탄에게 기대를 거는 상황이다.

반면 서울은 1위 전북을 누르며 클래식 리그 우승을 거머쥐는 등의 상승세를 보이고 있다. 여기에 작년에 이은 FA컵 연속 우승이자 리그와 함께 올해의 동반 우승을 노린다. 이를 위해 서울은 11월 15일부터 8일간 제주도 서귀포시에서 전지 훈련을 진행했다. '아데박 트리오'로 불리는 아드리아노, 데얀, 박주영의 3명의 공격진은 여전히 건재한 상황이다.

올해 두 팀의 3번의 맞대결에서 서울이 1승2무로 앞서고 있다.

## 경기 리뷰

### 1차전
1차전은 수원 삼성 블루윙즈의 홈구장인 수원월드컵경기장에서 열렸다. 수원은 조나탄을 앞세운 3-4-3 포메이션을 사용했다. 서울은 데얀을 앞세운 4-3-3 포메이션을 사용하였다. 선제골은 수원의 코너킥 상황에서 터졌다. 염기훈의 왼쪽에서 찬 코너킥이, 구자룡의 머리에 의해 방향이 바뀌고, 조나탄이 골문 오른쪽에서 받아 넣은 것이다.

## 경기 기록

### 1차전
| 수원 삼성 블루윙즈      | 2 – 1  | FC 서울    |
| ----------------------- | ------ | ---------- |
| 조나탄 15′ · 염기훈 58′ | 리포트 | 주세종 49′ |

| 수원 삼성 블루윙즈 | FC 서울 |

| 수원 삼성 블루윙즈: |    |        |  |     |
|                     |    |        |  |     |
| GK                  | 21 | 양형모 |  |     |
| CB                  | 3  | 양상민 |  |     |
| CB                  | 40 | 이정수 |  |     |
| CB                  | 15 | 구자룡 |  |     |
| LM                  | 33 | 홍철   |  |     |
| CM                  | 22 | 권창훈 |  | 89′ |
| CM                  | 16 | 이종성 |  |     |
| RM                  | 77 | 장호익 |  |     |
| LF                  | 26 | 염기훈 |  |     |
| RF                  | 7  | 이상호 |  | 70′ |
| CF                  | 70 | 조나탄 |  | 77′ |
| 교체명단:           |    |        |  |     |
| GK                  | 1  | 노동건 |  |     |
| DF                  | 34 | 곽광선 |  |     |
| DF                  | 8  | 연제민 |  |     |
| MF                  | 8  | 조원희 |  | 70′ |
| MF                  | 24 | 고승범 |  | 89′ |
| FW                  | 6  | 조동건 |  | 77′ |
| FW                  | 10 | 산투스 |  |     |
| 감독:               |    |        |  |     |
| 서정원              |    |        |  |     |

| 수원 삼성 블루윙즈 양형모 구자룡 이정수 양상민 장호익 이종성 권창훈 홍철 이상호 조나탄 염기훈 윤일록 데얀 조찬호 주세종 오스마르 이석현 김치우 김남춘 곽태휘 고광민 유현 FC 서울 |

| FC 서울:  |    |            |     |     |
|           |    |            |     |     |
| GK        | 1  | 유현       |     |     |
| LB        | 7  | 김치우     |     |     |
| CB        | 26 | 김남춘     |     |     |
| CB        | 55 | 곽태휘     |     |     |
| RB        | 27 | 고광민     |     |     |
| CM        | 6  | 주세종     |     | 65′ |
| CM        | 5  | 오스마르   |     |     |
| CM        | 25 | 이석현     |     |     |
| LW        | 17 | 윤일록     |     |     |
| RW        | 14 | 조찬호     |     | 68′ |
| CF        | 9  | 데얀       | 23′ | 89′ |
| 교체명단: |    |            |     |     |
| GK        | 31 | 유상훈     |     |     |
| DF        | 88 | 이규로     |     | 68′ |
| DF        | 3  | 정인환     |     |     |
| DF        | 23 | 심우연     |     | 89′ |
| MF        | 22 | 박용우     |     |     |
| MF        | 37 | 윤승원     |     |     |
| FW        | 11 | 아드리아노 |     | 65′ |
| 감독:     |    |            |     |     |
| 황선홍    |    |            |     |     |

### 2차전
| FC 서울                                                                                       | 2 – 1  | 수원 삼성 블루윙즈                                                                    |
| --------------------------------------------------------------------------------------------- | ------ | ------------------------------------------------------------------------------------- |
| 아드리아노 75′ · 윤승원 90+3′                                                                 | 리포트 | 조나탄 55′                                                                            |
| 승부차기                                                                                      |        |                                                                                       |
| 곽태휘 · 고요한 · 오스마르 · 주세종 · 아드리아노 · 이석현 · 고광민 · 조찬호 · 윤승원 · 유상훈 | 9–10   | 산토스 · 양상민 · 조원희 · 조동건 · 염기훈 · 곽광선 · 홍철 · 구자룡 · 장호익 · 양형모 |

| FC 서울 | 수원 삼성 블루윙즈 |

| FC 서울:  |    |            |         |     |
|           |    |            |         |     |
| GK        | 31 | 유상훈     | 45′     |     |
| LB        | 7  | 김치우     | 19′     | 58′ |
| CB        | 26 | 김남춘     |         | 64′ |
| CB        | 55 | 곽태휘     | 32′     |     |
| RB        | 27 | 고광민     | 115′    |     |
| LM        | 2  | 다카하기   | 20′ 43′ |     |
| CM        | 5  | 오스마르   | 87′     |     |
| CM        | 13 | 고요한     |         |     |
| LF        | 17 | 윤일록     |         | 89′ |
| RF        | 10 | 박주영     | 90′     | 99′ |
| CF        | 11 | 아드리아노 | 53′     |     |
| 교체명단: |    |            |         |     |
| GK        | 38 | 양한빈     |         |     |
| DF        | 88 | 이규로     |         |     |
| DF        | 23 | 심우연     |         |     |
| MF        | 6  | 주세종     | 70′     | 58′ |
| MF        | 25 | 이석현     |         | 64′ |
| MF        | 37 | 윤승원     |         | 89′ |
| MF        | 14 | 조찬호     |         | 99′ |
| 감독:     |    |            |         |     |
| 황선홍    |    |            |         |     |

| FC 서울 유상훈 고광민 곽태휘 김남춘 김치우 고요한 오스마르 다카하기 박주영 아드리아노 윤일록 염기훈 조나탄 이상호 홍철 권창훈 이종성 장호익 양상민 이정수 구자룡 양형모 수원 삼성 블루윙즈 |

| 수원 삼성 블루윙즈: |    |        |         |      |
|                     |    |        |         |      |
| GK                  | 21 | 양형모 | 90′     |      |
| CB                  | 3  | 양상민 |         |      |
| CB                  | 40 | 이정수 | 20′ 36′ |      |
| CB                  | 15 | 구자룡 |         |      |
| LM                  | 33 | 홍철   | 82′     |      |
| CM                  | 22 | 권창훈 |         | 66′  |
| CM                  | 16 | 이종성 |         | 108′ |
| RM                  | 77 | 장호익 |         |      |
| LW                  | 26 | 염기훈 |         |      |
| RW                  | 7  | 이상호 |         | 79′  |
| CF                  | 70 | 조나탄 | 120′    | 89′  |
| 교체명단:           |    |        |         |      |
| GK                  | 1  | 노동건 |         |      |
| DF                  | 6  | 연제민 |         |      |
| DF                  | 34 | 곽광선 |         | 66′  |
| MF                  | 8  | 조원희 |         | 79′  |
| MF                  | 24 | 고승범 |         |      |
| FW                  | 9  | 조동건 |         | 89′  |
| FW                  | 10 | 산토스 |         | 108′ |
| 감독:               |    |        |         |      |
| 서정원              |    |        |         |      |

## 우승
| FA컵 2016 우승                  |
| ------------------------------- |
| 수원 삼성 블루윙즈 네 번째 우승 |

## 같이 보기
- 슈퍼매치

## 경기 영상
- FA컵 2016 결승 1차전 : 전체영상, 하이라이트, 골모음 - 네이버 스포츠
- FA컵 2016 결승 2차전 : 전체영상, 하이라이트, 골모음, 승부차기 - 네이버 스포츠
- FA컵 2016 시상식 - 네이버 스포츠